# Усть-Каменка (Днепропетровская область)
Усть-Каменка (укр. Усть-Кам'янка) — село,
Грушевский сельский совет,
Апостоловский район,
Днепропетровская область,
Украина.
Код КОАТУУ — 1220384404. Население по переписи 2001 года составляло 444 человека.

## Географическое положение
Село Усть-Каменка находится на правом берегу реки Каменка в месте впадения её в реку Базавлук,
выше по течению на расстоянии в 1 км расположен посёлок Токовское,
ниже по течению реки Базавлук на расстоянии в 2,5 км расположен посёлок Токовское.
На противоположном берегу реки Базавлук расположен шламовый пруд «Кривые луки» (≈3,5 км²).